# Гоуп (Північна Дакота)
Гоуп (англ. Hope) — місто (англ. city) в США, в окрузі Стіл штату Північна Дакота. Населення — 272 особи (2020).

## Географія
Гоуп розташований за координатами 47°19′28″ пн. ш. 97°43′9″ зх. д. / 47.32444° пн. ш. 97.71917° зх. д. (47.324375, -97.719274).  За даними Бюро перепису населення США в 2010 році місто мало площу 1,59 км², уся площа — суходіл.

## Демографія
Згідно з переписом 2010 року, у місті мешкало 258 осіб у 131 домогосподарстві у складі 75 родин. Густота населення становила 162 особи/км².  Було 155 помешкань (97/км²).
Расовий склад населення:
| - 100,0 % — білих |

До двох чи більше рас належало 0,0 %. Частка іспаномовних становила 0,0 % від усіх жителів.
За віковим діапазоном населення розподілялося таким чином: 15,1 % — особи молодші 18 років, 52,3 % — особи у віці 18—64 років, 32,6 % — особи у віці 65 років та старші. Медіана віку мешканця становила 52,0 року. На 100 осіб жіночої статі у місті припадало 91,1 чоловіків;  на 100 жінок у віці від 18 років та старших — 97,3 чоловіків також старших 18 років.
Середній дохід на одне домашнє господарство  становив 91 050 доларів США (медіана — 57 639), а середній дохід на одну сім'ю — 127 662 долари (медіана — 85 714). За межею бідності перебувало 3,0 % осіб, у тому числі 0,0 % дітей у віці до 18 років та 13,1 % осіб у віці 65 років та старших.
Цивільне працевлаштоване населення становило 208 осіб. Основні галузі зайнятості: будівництво — 25,5 %, сільське господарство, лісництво, риболовля — 16,3 %, фінанси, страхування та нерухомість — 15,9 %.